# مبدل رافع للجهد

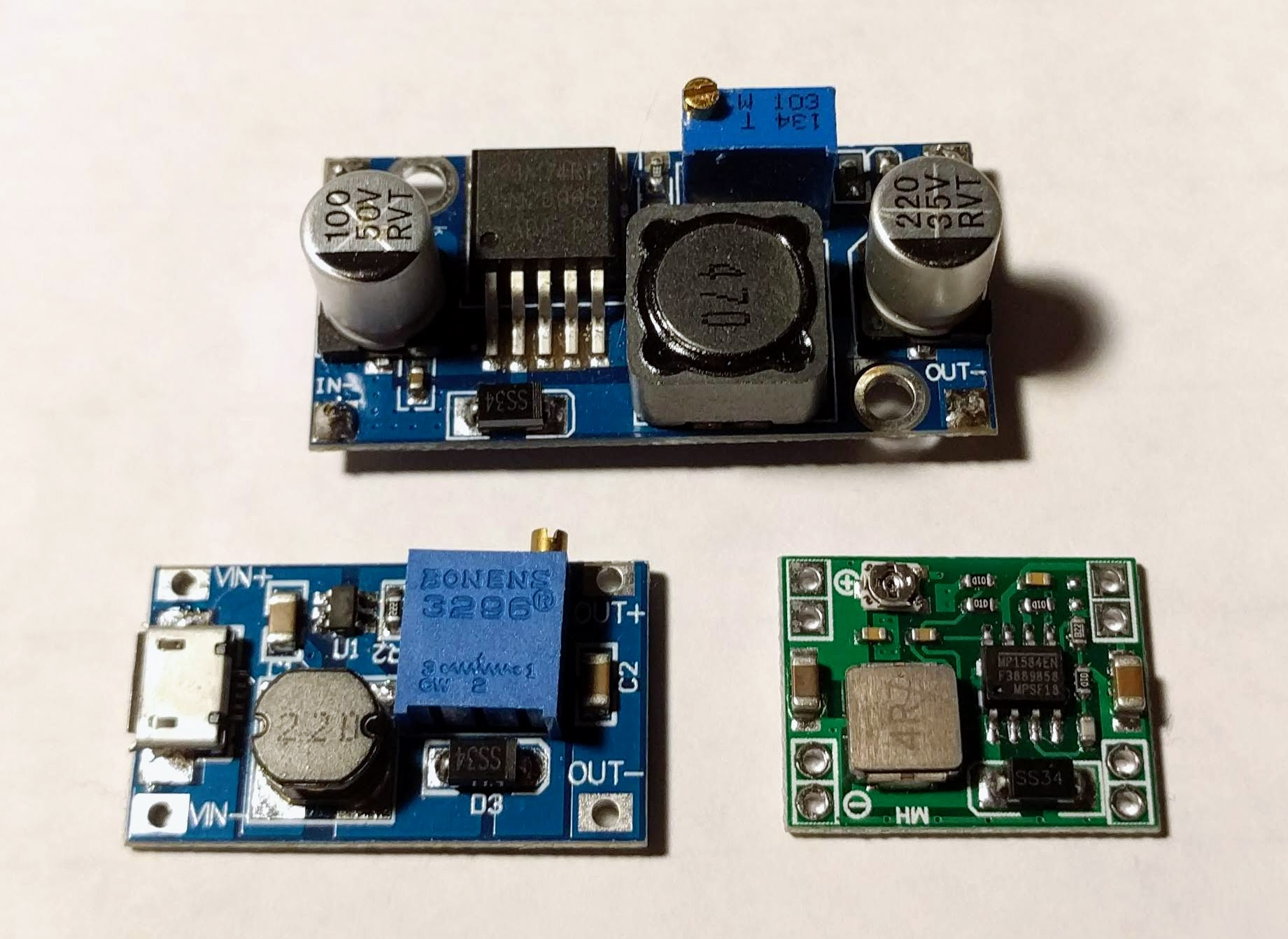
وحدات تحويل صغير الحجم، يظهر في الصورة قطعتا خافض جهد وقطعة رافع جهد واحد.

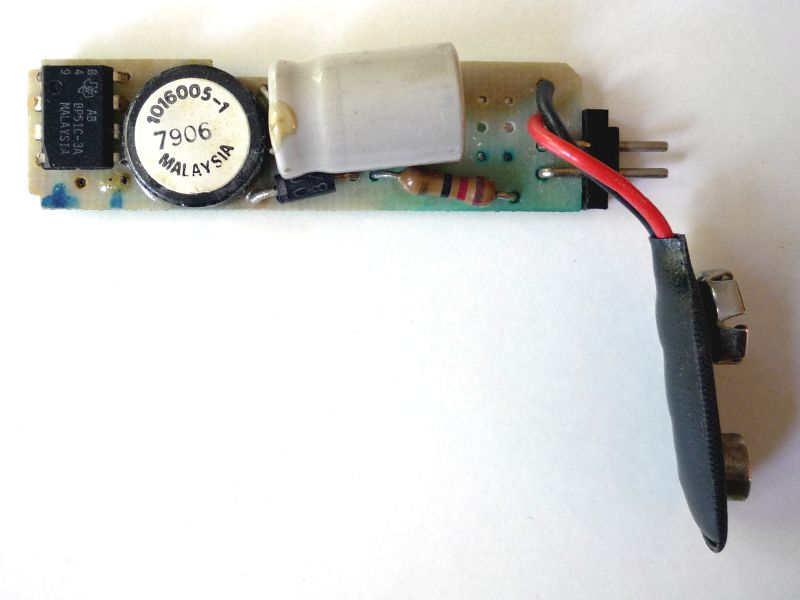
محول صغير يُولد 9v من 2.4v بواسطة بطارية AA قابلة للشحن.

المبدل الرافع للجهد (بالإنجليزية: Boost converter) هو من مبدلات التيار المستمر، وأحد الأنواع الناتجة عن تبديل قدرة المزوّد (بالإنجليزية: Switched-mode power supply). ويقوم رافع الجهد بتحويل التيار المستمر لتيار مستمر آخر بجهد خرج أكبر من قيمة جهد المزوّد. حيث يعمل على رفع الجهد -وبالتالي تنخفض قوة التيار- ويلزم لذلك وجود اثنين من أشباه المواصلات هما الدايود والترانزستور وبالطبع وجود مزوّد للطاقة المراد تغيير جهدها وكذلك يلزم وجود مُخزِّن للطاقة كالملف (يدعى بالمحث أحيانًا) أو المكثف أو كليهما معًأ.

## نظرة عامة
مزوّد التيار المستمر في العادة يكون من البطاريات أو ألواح الطاقة الشمسية وأحيانًا من مولدات التيار المستمر (بالإنجليزية: DC Generator) وبعض الأحيان من المُقوِّمات (بالإنجليزية: Rectifier) التي تحول التيار المتردد إلى مستمر. إلا أنه يُحْتاج في العادة لتغيير جهود التيار المستمر فتستخدم خافضات أو رافعات الجهد بدلاً من المقاومات لأن المقاومات وإن كانت سهلة التركيب إلا أن عيبها الرئيسي هو هدر الطاقة الكبر في صورة حرارة بينما عند استخدام خوافض وروافع الجهد يتم تغيير الجهد بطريقة سلسلة وحافظة وموفرة للطاقة. وتبعًا لقانون الطاقة المعروف ({\displaystyle P=VI}) ،فعند رفع الجهد فإن التيار الناتج (تيار الخرج) أقل منه في تيار المزوّد لكن الجهد أعلى وكل ما زدنا جهد الخرج كل ما انخفض التيار.

## التخلص من مويجات الجهد

رافع جهد مع مرشح للتخلص من المويجات

بعد رفع الجهد عادةً ما توجد مويجات في الجهد الناتج (بالإنجليزية: voltage ripple) لذا يًستخدم المُرشح (بالإنجليزية:Filter) ويتكون المُرشح عادةً من ملف(L) أو مكثف(C) أو كلاهما معًا، مما يساعد في تنعيم خرج الجهد والتخلص من المويجات ويعمل الدايود (D) لتفريغ طاقة الملف وذلك لجعل تيار الحمل متصل ولحماية مفتاح القوى من الجهد العكسي الذي يقع عليه بسبب وجود ملف L.

## مبادئ التشغيل
1. تعمل الدائرة في حالة الاستقرار.
2. الزمن الدوري هو T ويعمل المفتاح فترة مقدارها DT ويفصل فترة مقدارها (1-D)T.
3. تيار الملف متصل.
4. المكثف كبير جدا وبالتالي تظل قيمة Vo ثابتة.
5. كل المكونات مثالية.

وهو يعطي جهد خرج أكبر من أو يساوي جهد المصدر .
الدائرة الأولي هي عند غلق المفتاح ونبدأ في تحليل الدائرة، أما الثانية فهي عند فتح المفتاح.

تركيب محولي بووست اعتمادًا علي حالة المحول.

## الوضع المستمر
عندما يعمل البووست في الوضع المستمر، فإن تيار الملف ({\displaystyle I_{L}}) لا يصل أبدًا إلي الصفر.
كما هو موضع في الشكل 3 الذي يوضح شكل العلاقة بين كل من جهد الملف وتيار الملف وجهد الخرج مع الزمن.

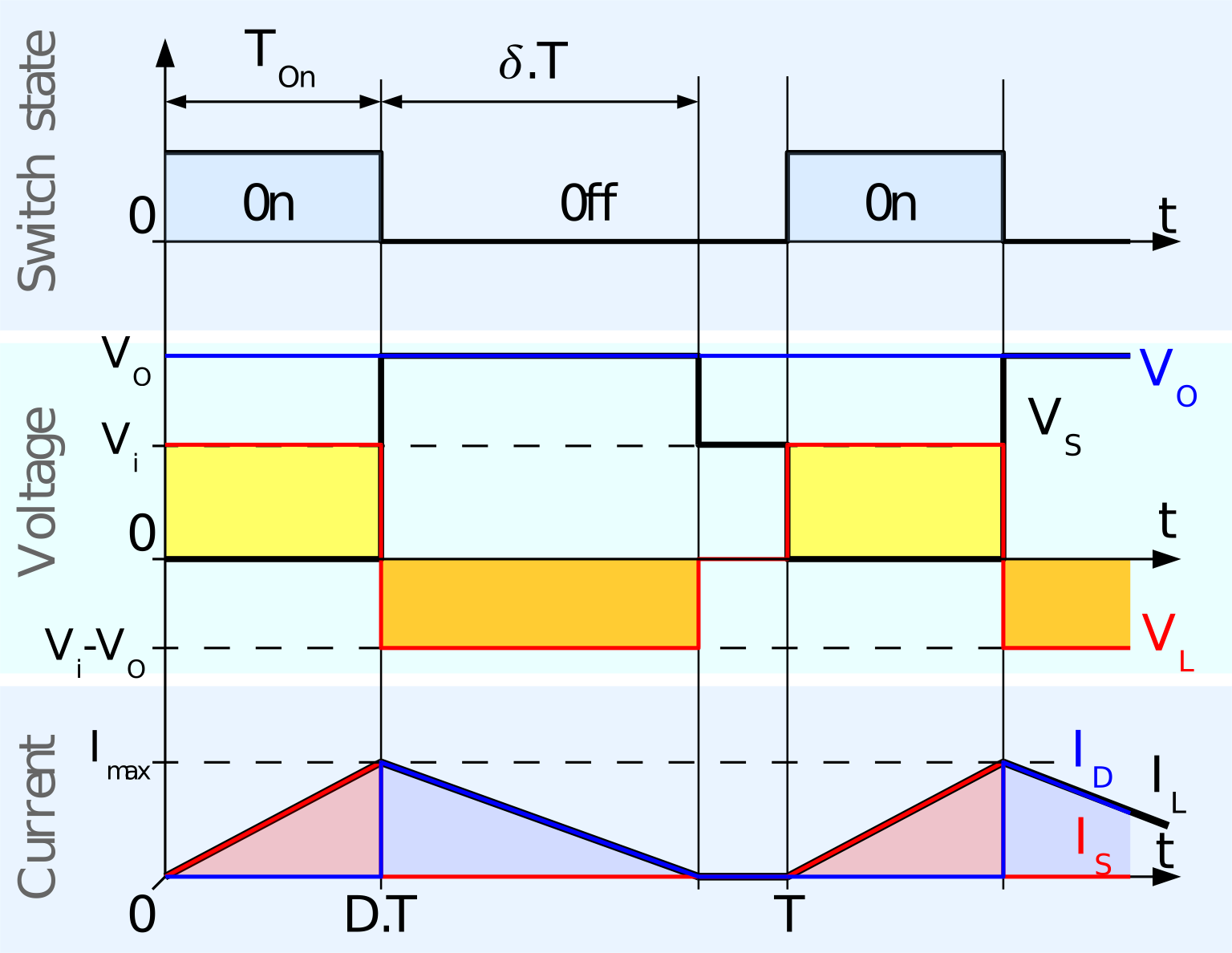
شكل 3: محول بوست يعمل في وضع مستمر

وعند غلق المفتاح S في هذه الحالة فإن العلاقة بين ({\displaystyle V_{i}}) و({\displaystyle I_{L}}) في خلال الفترة T تأتي من العلاقة:
{\displaystyle {\frac {\Delta I_{L}}{\Delta t}}={\frac {V_{i}}{L}}}
وفي نهاية هذه الحالة تزداد قيمه (IL) وتحسب من العلاقة:
{\displaystyle \Delta I_{L_{On}}={\frac {1}{L}}\int _{0}^{DT}V_{i}dt={\frac {DT}{L}}V_{i}}
وخلال الفترة DT فإن العلاقات تكون كالتالي:
{\displaystyle V_{i}-V_{o}=L{\frac {dI_{L}}{dt}}}
{\displaystyle \Delta I_{L_{Off}}=\int _{DT}^{T}{\frac {\left(V_{i}-V_{o}\right)dt}{L}}={\frac {\left(V_{i}-V_{o}\right)\left(1-D\right)T}{L}}}
وتحسب الطاقة المخزنه في الملف من العلاقة:
{\displaystyle E={\frac {1}{2}}LI_{L}^{2}}
وبما أن التغير في تيار الملف عند بداية الدورة ونهايتها يجب أن يساوي الصفر، فهذا يعني:
{\displaystyle \Delta I_{L_{On}}+\Delta I_{L_{Off}}=0}
{\displaystyle \Delta I_{L_{On}}+\Delta I_{L_{Off}}={\frac {V_{i}DT}{L}}+{\frac {\left(V_{i}-V_{o}\right)\left(1-D\right)T}{L}}=0}
{\displaystyle {\frac {V_{o}}{V_{i}}}={\frac {1}{1-D}}}
وبهذا يكون جهد الخرج أكبر من جهد الدخل دائمًا، إلا في حالة D = 0.

## الوضع غير المستمر
في حالة الأحمال الخفيفه، فإن الملف يسرب شحنته قبل نهاية الدورة، وفي هذه الحالة يصل تيار الملف ({\displaystyle I_{L}}) إلي الصفر كما بالشكل 4.
الذي يوضح شكل العلاقة بين كل من جهد الملف وتيار الملف وجهد الخرج مع الزمن.

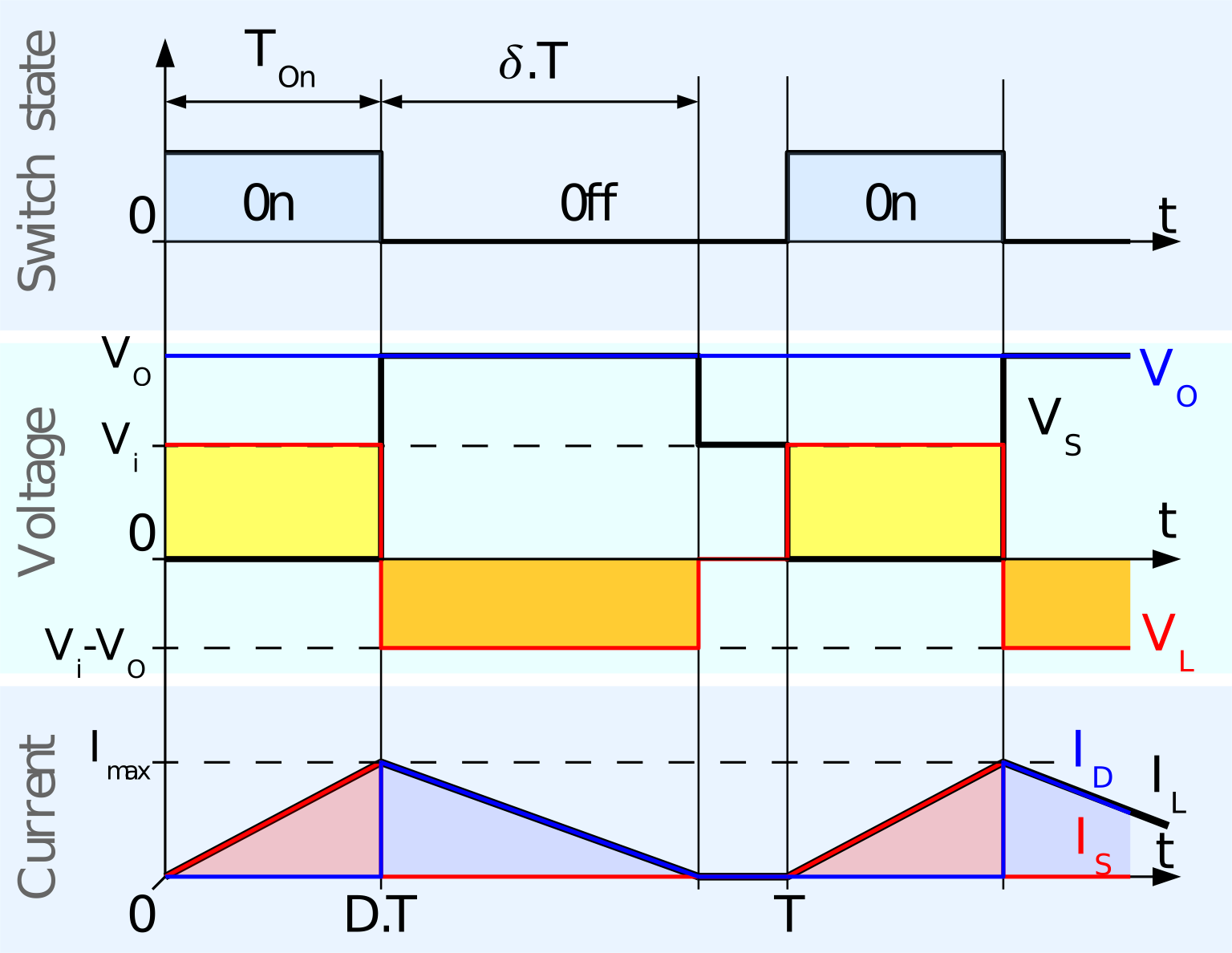
شكل 4: محرك بووست في وضع غير مستمر

وبما أن تيار الملف ({\displaystyle I_{L}}) في بداية الدورة يساوي صفر، فإن قيمته العظمي {\displaystyle I_{L_{Max}}}) {\displaystyle t=DT}) تحسب من:
{\displaystyle I_{L_{Max}}={\frac {V_{i}DT}{L}}}
وبما أن تيار الملف IL يصل إلي الصفر بعد زمن {\displaystyle \delta T} فإن:
{\displaystyle I_{L_{Max}}+{\frac {\left(V_{i}-V_{o}\right)\delta T}{L}}=0}
وتحسب δ من المعادلة:
{\displaystyle \delta ={\frac {V_{i}D}{V_{o}-V_{i}}}}
وكما هو واضح من الشكل 4 فإن تيار الحمل Io يساوي تيار الدايوود (ID) وتكون المعادلات كالتالي:
{\displaystyle I_{o}={\frac {V_{i}DT}{2L}}\cdot {\frac {V_{i}D}{V_{o}-V_{i}}}={\frac {V_{i}^{2}D^{2}T}{2L\left(V_{o}-V_{i}\right)}}}
ويمكن حساب جهد الخرج عن طريق:
{\displaystyle {\frac {V_{o}}{V_{i}}}=1+{\frac {V_{i}D^{2}T}{2LI_{o}}}}